# Казанка (Украйна)
Вижте пояснителната страница за други значения на Казанка.
Казанка (на украински: Казанка) е селище от градски тип в Южна Украйна, Казанковски район на Николаевска област. Основано е през 1820 година. Населението му е около 6000 души.